# Château de Soussey-sur-Brionne
Le château de Soussey-sur-Brionne est un château-fort du XIIIe siècle partiellement classé aux monuments historiques situé sur la commune de Soussey-sur-Brionne en Côte-d'Or, en Bourgogne-Franche-Comté.

## Localisation
Le château est situé en Auxois en contrebas du village de Soussey-sur-Brionne à environ 100 mètres au sud de l'église.

## Historique
Les différents bâtiments du château de Soussey-sur-Brionne furent ajoutés au fur et à mesure des XIIIe, XVIe et XVIIe siècles. La partie la plus ancienne, le donjon carré, date du XIIIe siècle. Au cours du XVIe, faisant suite à une union avec la baronnie de Soussey, la famille de Pracomtal
 devient propriétaire du château et de la seigneurie qui en dépend.

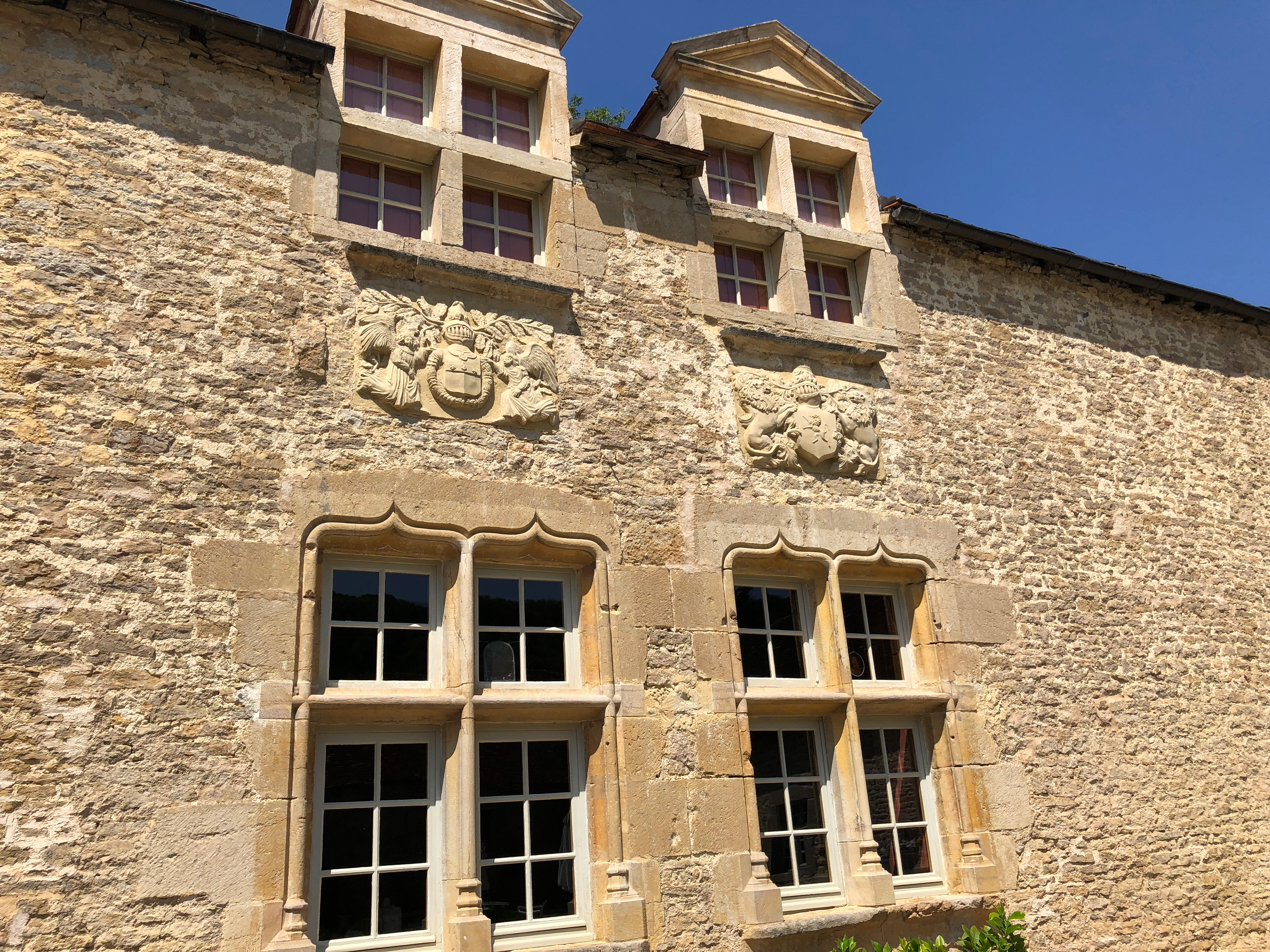
Sur la gauche, les grandes armes du blason des Pracomtal

En 1611, Laurent de Pracomtal, baron de Soussey, épouse Anne de Bourbon-Busset. La propre nièce illégitime d'Anne de Bourbon-Busset, sœur de Charles de Bourbon-Busset, Jeanne de Razout, épousera en 1648 Jean-Louis Nauret, le procureur fiscal attaché à la baronnie de Soussey, dont la maison est aujourd'hui encore située près de l'église, non loin du château.

## Architecture
De styles gothique et renaissance, le château actuel occupe une plate-forme rectangulaire légèrement surélevée bornée à l'ouest par un fossé sec utilisé en jardin et au nord par une légère levée qui est peut-être la trace de l'ancienne basse-cour. Passé la porte charretière, on aperçoit la maison-tour du XIIIe siècle, vénérable donjon carré de quatre étages et haut de 25 mètres surnommé « tour de Brionne » avec tourelle d'escalier à vis (XVIe siècle) coiffé d'un toit de tuiles. Les autres bâtiments répartis autour de la cour, daté du XVIe – XVIIe siècle, arborent une porte Renaissance à fronton sculpté, des fenêtres à meneaux et deux bas-reliefs aux armes des seigneurs. L'angle sud-est est occupé par une tour néo-gothique bâtie à la fin du XIXe siècle pour abriter un escalier.
Le donjon, le portail d'entrée, le corps de logis, y compris les restes de peintures murales, et le colombier sont classés monuments historiques depuis le 6 décembre 1984.

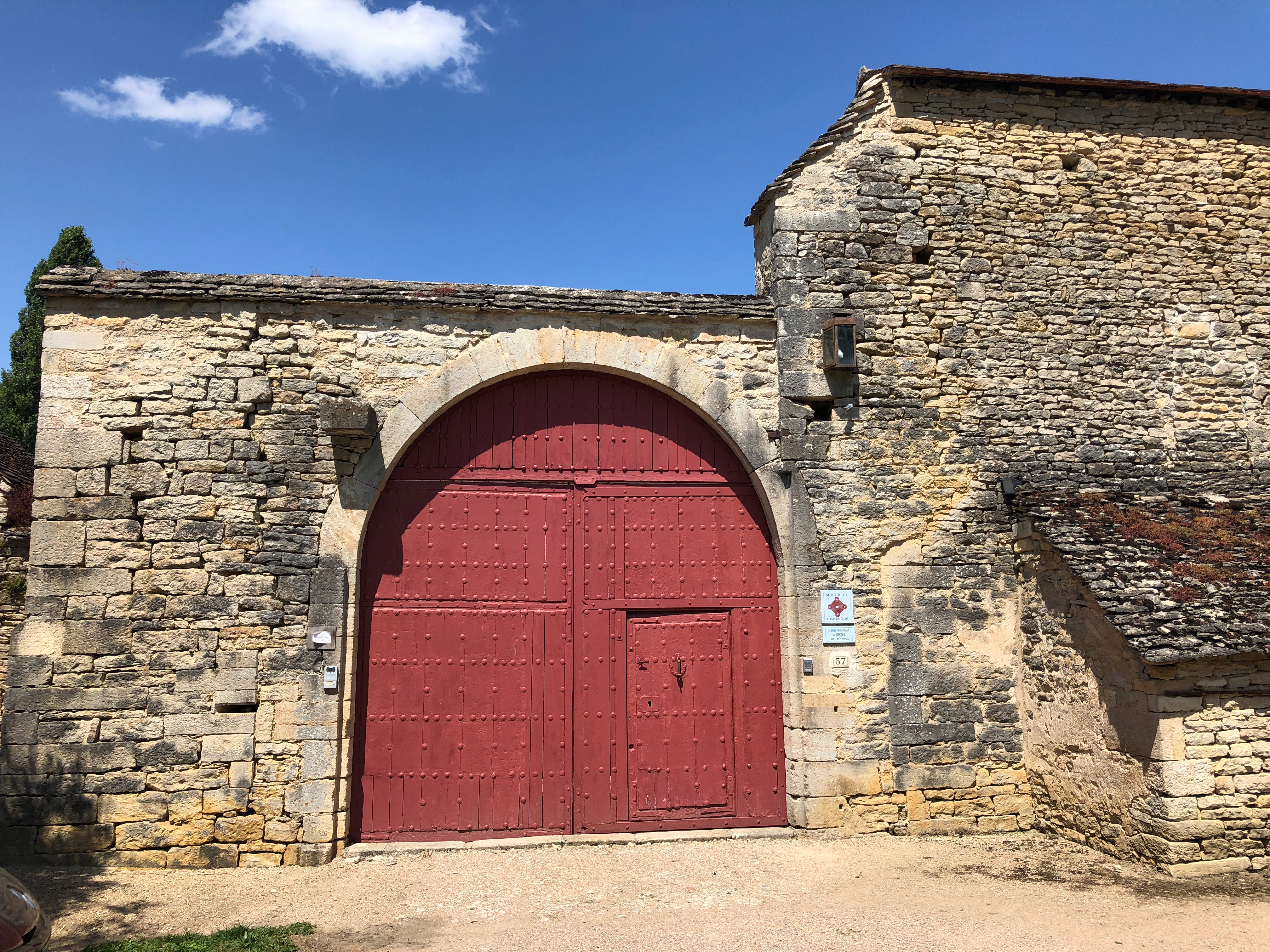
Entrée du château.
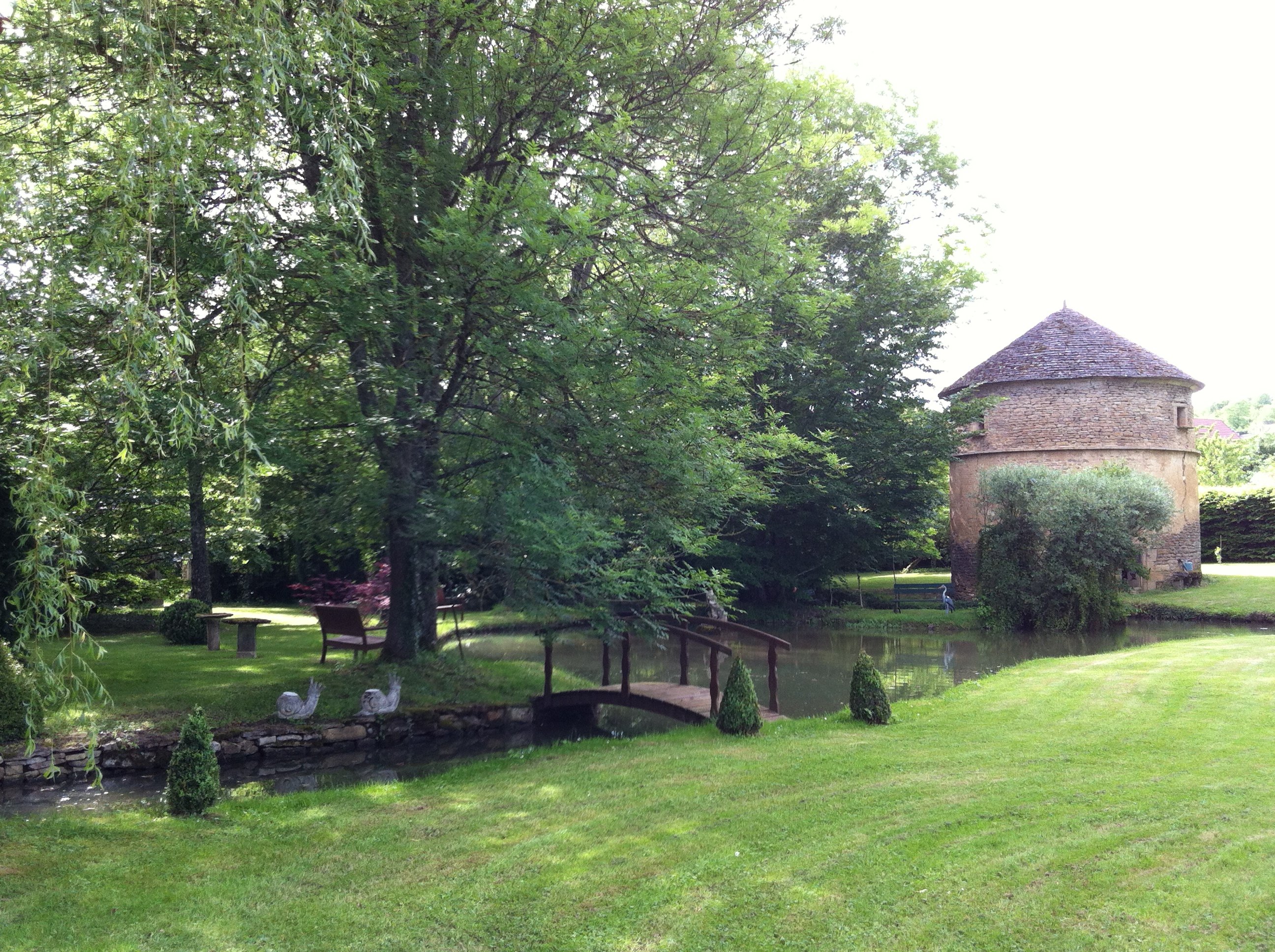
La rivière et le colombier.
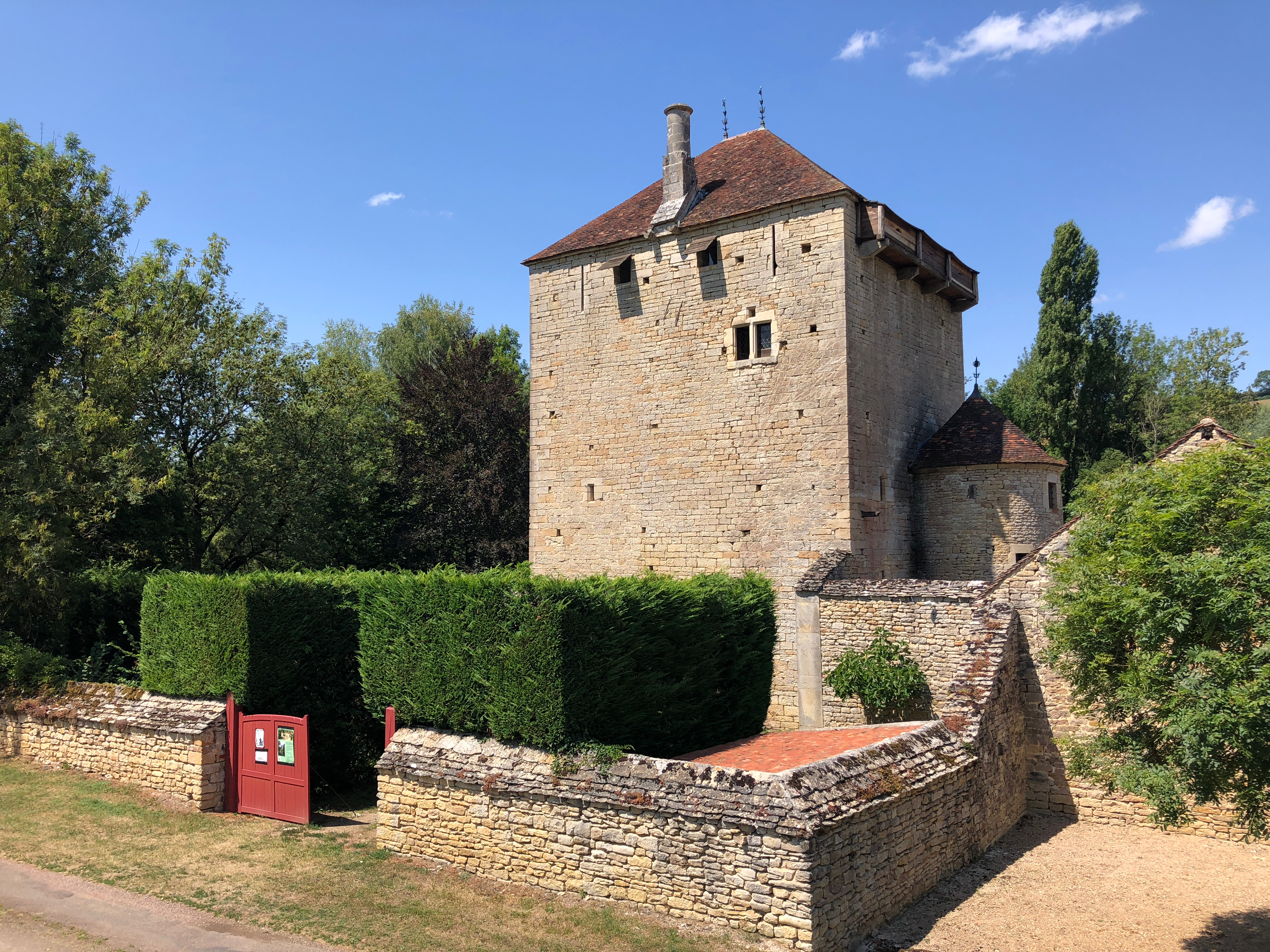
Le donjon vu de l'extérieur du château.
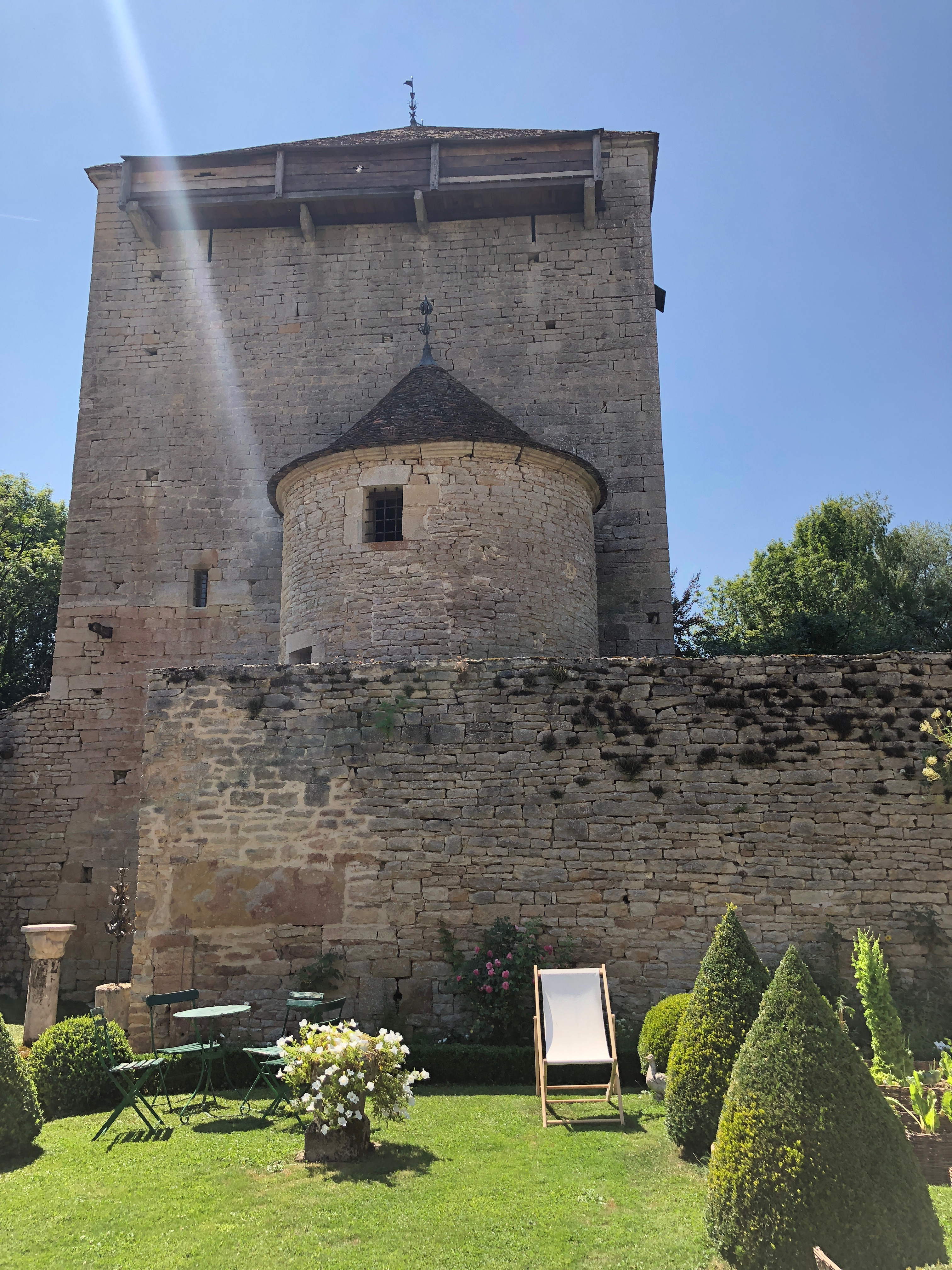
Le donjon vu de la cour.
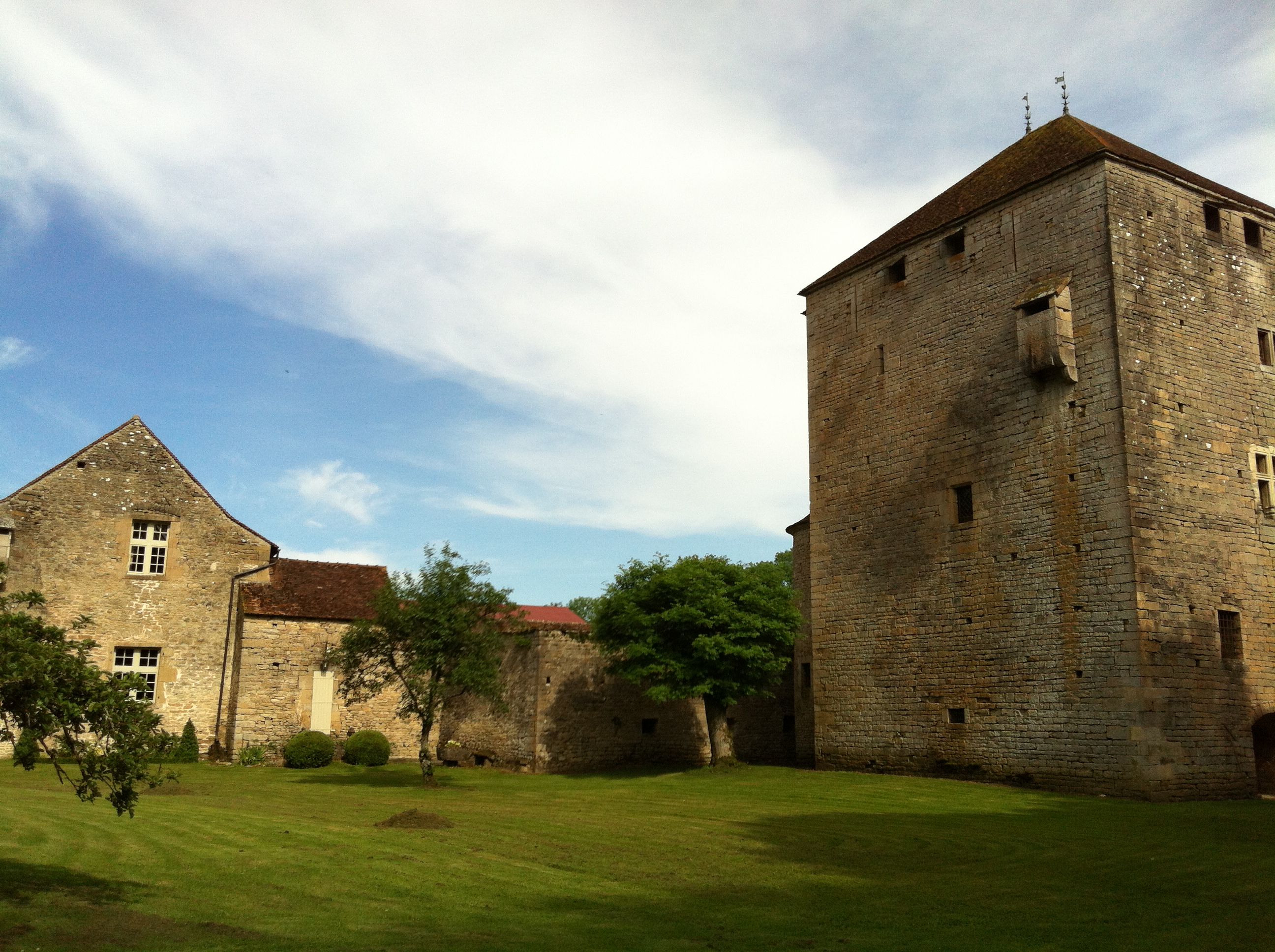
Le château.

## Mobilier
La tour a conservé sa cheminée ronde et quelques traces de peintures murales du XVIIe siècle.

## Parc
Dans le parc coule la rivière Brionne au bord de laquelle se trouve un colombier rond (XIVe siècle) comptant 2 400 boulins en pierre qui a gardé son échelle tournante[réf. souhaitée]. Un jardin à la française agrémenté d'une fontaine et de statues se trouve dans la cour intérieure ainsi qu'un jardin à l'anglaise.

## Valorisation du patrimoine
Le château fait l'objet d'importantes rénovations depuis les années 1980 par les propriétaires actuels. Des visites guidées sont organisées en été et sur rendez-vous. La vie d'une famille seigneuriale est reconstituée dans plusieurs pièces du donjon avec meubles et mannequins.